# Binissalem

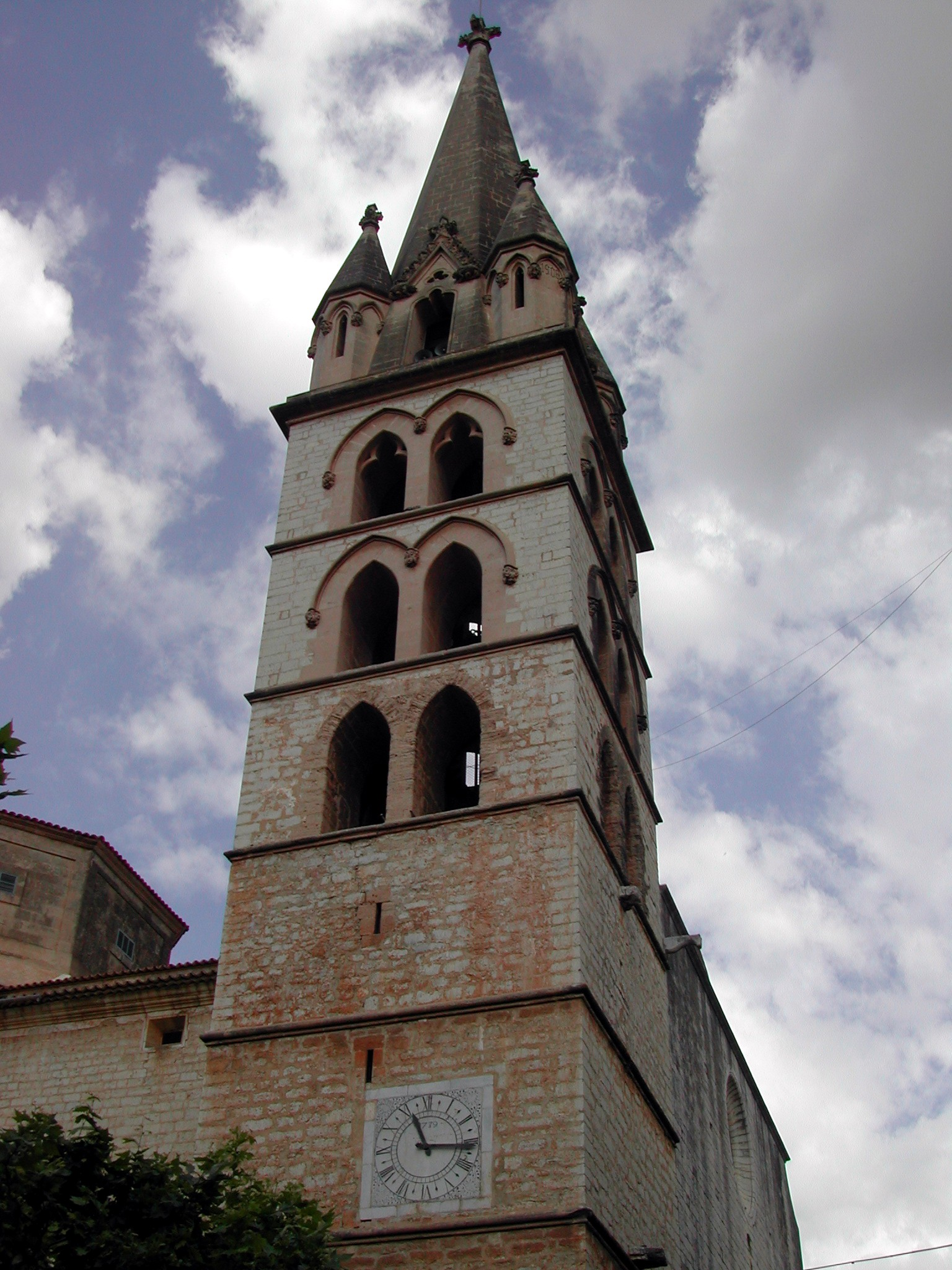
Foto de la zona.

Binissalem là một đô thị trên đảo Mallorca, thuộc quần đảo Baleares, Tây Ban Nha.

## Nhân vật
- Llorenç Villalonga
- Miguel Ángel Moyá
- Francisco Javier Campos Coll